# Катарина Бельгика Оранская-Нассау
Катарина Бельгика Оранская-Нассау (31 июля 1578, Антверпен, Брабант — 12 апреля 1648, Гаага) — графиня Ганау-Мюнценбергская в браке с Филиппом Людвигом II, графом Ханау. Регент Ханау и Мюнценберга на проятжении 14 лет, с 1612 по 1626 год.

## Жизнь
Катарина Бельгика была третьей дочерью Вильгельма I Оранского от его третьей жены Шарлотты де Бурбон-Монпансье. После того, как её отец был убит в 1584 году, её тетя Екатерина отвезла её в Арнштадт, в то время как большинство её сестёр воспитывались Луизой де Колиньи, вдовой их отца. Её старшая сестра Юлиана позже будет критиковать лютеранское образование Катарины.
Она вышла замуж за Филиппа Людвига II, графа Ханау-Мюнценберга, от которого у неё было десять детей. Графиня была регентом своего сына Филиппа Морица после смерти её мужа в 1612 году. Когда император Фердинанд II запросил разрешение на проезд через Ханау, она отказала ему во въезде. Её территории были разорены имперскими войсками в 1621 году.
В 1626 году её сын принял на себя управление графствами.
Она умерла в возрасте 69 лет в Ханау.

## Дети
У Катарины Бельгики было десять детей:
1. Шарлотта Луиза (1597—1649), не была замужем
2. дочь (29 июля 1598 — 9 августа 1598), умерла некрещённой
3. Филипп Ульрих (2 января 1601 — 7 апреля 1604)
4. Амалия Елизавета (1602—1651), была помолвлена с Альбрехтом Яном Смиржицким, с 1619 года жена Вильгельма V, ландграфа Гессен-Касселя
5. Катарина Юлиана (1604—1668), 1-й муж (с 11 сентября 1631) — граф Альберт Отто II Сольмс-Лаубах, 2-й муж (с 31 марта 1642) — Мориц Кристиан фон Вид-Рункель
6. Филипп Мориц (1605—1638), похоронен в церкви Святой Марии в Ханау
7. Вильгельм Рейнхард (1607—1630), похоронен в церкви Святой Марии в Ханау
8. Генрих Людвиг (1609—1632) погиб при осаде Маастрихта
9. Фредерик Людвиг (27 июля 1610 — 4 октября 1628), похоронен в семейном склепе герцогов Бульонских в Седане
10. Якоб Иоганн (1612—1636), похоронен в соборе Святого Николая в Страсбурге